# Axel Weidner
Axel Weidner (* 8. Juni 1970) ist ein ehemaliger deutscher Fußballspieler (DDR).
Der Mittelfeldakteur absolvierte im Jahr 1988 einen Kurzeinsatz in der 1. Herrenmannschaft des Oberligisten FC Hansa Rostock. Unter Hansa-Trainer Werner Voigt wurde er im FDGB-Pokal 1988/89 in der 1. Runde während des Auswärtsspiels beim FC Vorwärts Frankfurt (Oder) II (5:1) in der 82. Minute für Heiko März eingewechselt. Im Weiteren erhielt er im Jahr 1989 mindestens fünf Einsätze für die Zweitvertretung der Rostocker in der Nachwuchsoberliga. Sein letzter fand hierbei am 13. Spieltag gegen den FC Rot-Weiß Erfurt (2:1) statt. Weidner wurde mit Hansa II Herbstmeister und wechselte in der Winterpause zur BSG Motor Stralsund.
Für Motor Stralsund absolvierte Weidner unter Trainer Norbert Riedel im Februar 1990 am 16. Spieltag der DDR-Fußball-Liga 1989/90 bei Bergmann-Borsig Berlin (1:1) sein erstes Punktspiel und stand hierbei in der Startelf. Bis zum Ende der Spielzeit bestritt er alle weiteren Spiele für Stralsund, zusammen 19 Partien (1 Tor), in der zweithöchsten Spielklasse und platzierte sich mit der Mannschaft auf Rang 10. Durch diese erreichte Platzierung erhielt die BSG Motor Stralsund, die im August 1990 in den TSV 1860 Stralsund aufging, das Startrecht für die, vom im November 1990 neu gegründeten Nordostdeutscher Fußballverband (NOFV) durchgeführten, NOFV-Liga 1990/91. Der TSV 1860 zog sich allerdings aus finanziellen Gründen im Dezember 1990 vom Spielbetrieb zurück, sodass es Weidner auf nur 14 Punktspiele und einem FDGB-Pokalspiel Ende August 1990 gegen den 1. FC Magdeburg (0:1) brachte. Sein letzter Einsatz für Stralsund datiert auf den 6. Dezember 1990 im Heimspiel gegen den späteren Staffelsieger 1. FC Union Berlin (0:6).
Im weiteren Verlauf seiner aktiven Laufbahn trat er für den PSV Rostock, die zweite Mannschaft des FC Hansa in der Fußball-Regionalliga 1997/98 und den SV Warnemünde in Erscheinung. Er gewann 1998 mit den Amateuren des FC Hansa den Mecklenburg-Vorpommern-Pokal.